# جوناثان إدواردز (لاعب كرة قدم)
جوناثان إدواردز (بالإنجليزية: Jonathan Edwards)‏ (24 نوفمبر 1996 بلوتن في المملكة المتحدة - ) هو لاعب كرة قدم بريطاني في مركز الهجوم. لعب مع نادي بيتربورو يونايتد.

## وصلات خارجية
- جوناثان إدواردز على موقع قاعدة بيانات كرة القدم.إي يو (الإنجليزية)
- جوناثان إدواردز على موقع Soccerbase.com (لاعب) (الإنجليزية)
- جوناثان إدواردز على موقع Soccerway.com (الإنجليزية)